# Norðoyar
Norðoyar o Norðoyggjar (Norderøerne en danés) es una región de las Islas Feroe (Dinamarca) que engloba seis islas situadas al noreste del archipiélago. Las islas son Kalsoy, Kunoy, Borðoy, Viðoy, Svínoy y Fugloy. Klaksvík es considerada como la capital natural de la región. 
- Datos: Q977685
- Multimedia: Norðoyar / Q977685